# Malmgreniella lilianae
Malmgreniella lilianae är en ringmaskart som beskrevs av Pettibone 1993. Malmgreniella lilianae ingår i släktet Malmgreniella och familjen Polynoidae. Inga underarter finns listade i Catalogue of Life.